# BDzoom
BDzoom ou Bdzoom.com est un site Internet consacré à la bande dessinée lancé par Claude Moliterni, Laurent Turpin et Philippe Mellot en août 2000. Le rédacteur en chef principal, depuis janvier 2011, est Gilles Ratier.

## Historique
Le site a été créé en août 2000. Durant ses cinq premiers mois d'existence, il s'appelait bonjourlabd . Il a fait peau neuve et a été remanié en 2011.

## Positionnement
Il s'agit de l'un des principaux sites de bande dessinée francophone, en particulier en ce qui concerne le patrimoine franco-belge. Une de ses particularités réside dans des chroniques d'ouvrages parus, abondamment illustrées,. 

## Rubriques
Laurent Turpin, dépositaire du nom de domaine et directeur de la rédaction, Gilles Ratier (depuis décembre 2002, avec une interruption de 2018 à 2019 où il a été remplacé par Laurent Turpin) rédacteur en chef, et Henri Filippini, chevilles ouvrières, y collaborent activement, que ce soit sur « La BD de la semaine », les « Actualités », l'analyse qualitative des "Meilleures ventes" ou la rubrique « Patrimoine », cette dernière partagée aussi par d'autres contributeurs, dont Michel Denni, Jean Depelley, Patrick Gaumer, Dominique Petitfaux... à l'occasion.
L'équipe complète, bénévole, se répartit les rubriques suivantes : « L'Art de », (Philippe Tomblaine), « BD jeunesse » (Laurent  Lessous), « BD voyages » (Didier Quella-Guyot), « Interviews » (Brigh Barber), « Mangas » (Gwenaël Jacquet), « Comics » (Cecil Mc Kinley de mai 2006 à mai 2017, remplacé par  Franck Guigue jusqu'à la fin de 2019),. La rubrique « L'Écho du BDM », mise à jour permanente du BDM, dictionnaire des cotes de Michel Denni et Philippe Mellot, y est publiée depuis décembre 2002.